# Сіренко Юрій Костянтинович
Юрій Костянтинович Сіренко (26 червня 1949, м. Золочів Львівська область  — 12 липня 2022, Львів)  — український науковець, доктор фізико-математичних наук, професор, лауреат Державної Премії УССР в галузі науки і техніки.

## Біографія
В 1966—1971 навчався на механіко-математичному факультеті Харківського державного університету.
В 1974—1977 продовжив навчання як аспірант Інституту радіофізики і електроніки, м. Харків. Кандидатська дисертація «Исследование задач дифракции волн на периодических решетках волноводного типа в резонансной области частот» захищена в 1978 році в Харківському державному університеті ім. О. М. Горького.
З 1974 року — науковий співробітник, старший науковий співробітник, завідуючий відділом математичної фізики, головний науковий співробітник Інституту радіофізики і електроніки ім. О. Я. Усикова НАН України, м. Харків.
Докторська дисертація «Спектральные методы в теории резонансного рассеяния волн периодическими решетками» захищена в 1988 році (Харківський державний університет ім. О. М. Горького).
В 1989 році став лауреатом Державної Премії УССР за цикл робіт «Теорія резонансного розсіювання хвиль та її застосування у радіофізиці» (в складі колективу науковців).
В 2013—2017 роках Ю. К. Сіренко був запрошений професор Євразійського національного університету ім. Л. Н. Гумільова
м.Нур-Султан, Казахстан.
Основні наукові дослідження Ю. К. Сіренко належать до таких напрямків:
- розробка моделей та алгоритмів для фундаментального та прикладного дослідження розповсюдження та розсіяння електромагнітних хвиль;
- розробка сучасної теорії резонансного розсіяння синусоїдальних та імпульсних хвиль компактними, хвилевідними та періодичними відкритими структурами;
- розробка методів синтезу пристроїв резонансної квазіоптики, імпульсної радіотехніки та антенної техніки;
- експериментальне дослідження ефекту дифракційного випромінювання і розробка нових відкритих ліній передач та антен дифракційного випромінювання.

Під керівництвом Ю. К. Сіренко захищено 5 кандидатських дисертацій. Він входив до складу редакційної колегії наукового
журналу «Радіофізика та електроніка».
Гранти та нагороди Ю. К. Сіренко:
- Research and Teaching Personal Grant of the International Science Foundation (1998—1999).
- Research Grant of Royal Academy of Science, Sweden (1996—1999).
- Research Personal Grant of the International Science Foundation (1993).
- Державна премія в галузі науки і техніки, Україна (1989).